# Pelita Jaya FC
Pelita Jaya FC was een Indonesische voetbalclub uit Karawang op Java. De club werd opgericht op 11 november 1986 en speelde eerder in Jakarta, Solo, Cilegon, Purwakarta, en Bandung.
Na een fusie in 2012 heette de club Persipasi Bandung Raya om uiteindelijk in 2016 op te gaan in Madura United FC.

## Geschiedenis
De club werd in 1986 opgericht en speelt in het Singaperbangsa stadion dat plaats biedt aan 20.000 toeschouwers. De club was succesvol met drie kampioenschappen in de Galatama, destijds het semiprofessionele voetbalkampioenschap van Indonesië. Ook nam de club driemaal deel aan de Asian Club Championship.
De licentie van Persipasi Bandung Raya werd op 10 januari 2016 overgenomen om vervolgens in haar plaats op het eiland Madoera de nieuwe club Madura United FC op te richten.

## Erelijst
| Competitie                       | Winnaar | Winnaar          | Runner up | Runner up  |
| Competitie                       | Aantal  | Jaren            | Aantal    | Jaren      |
| -------------------------------- | ------- | ---------------- | --------- | ---------- |
| Indonesische voetbalbond (PSSI)  |         |                  |           |            |
| Indonesisch voetbalkampioenschap | 3×      | 1989, 1990, 1994 | 2×        | 1987, 1988 |

## Pelita Jaya in Azië
| Seizoen | Competitie                  | Ronde        | Land                 | Club                     | Score        |
| ------- | --------------------------- | ------------ | -------------------- | ------------------------ | ------------ |
| 1989/90 | AFC Asian Club Championship | 1Q           | Vlag van Brunei      | Muara Stars FC           | 2-1          |
|         |                             | 1Q           | Vlag van Maleisië    | Kuala Lumpur FA          | 1-2;         |
|         |                             | 1Q           | Vlag van Singapore   | Geylang International FC | 4-1;         |
|         |                             | 1Q           | Vlag van Filipijnen  | Philippine Air Force FC  | 3-0          |
|         |                             | Groep        | Vlag van China       | Liaoning FC              | 0-1          |
|         |                             | Groep        | Vlag van Irak        | Al-Rasheed SC            | 1-1          |
|         |                             | Groep        | Vlag van Iran        | Shahin Ahvaz FC          | 0-2          |
| 1990/91 | AFC Asian Club Championship | 1Q           | Vlag van Thailand    | Bangkok Bank FC          | 2-1          |
|         |                             | 1Q           | Vlag van Singapore   | Geylang International FC | 0-0          |
|         |                             | Groep        | Vlag van Oman        | Al-Nasr SC Salalah       | 3-0          |
|         |                             | Groep        | Vlag van China       | Liaoning FC              | 1-0          |
|         |                             | Halve finale | Vlag van Iran        | Esteghlal FC             | 0-2          |
|         |                             | Troostfinale | Vlag van Noord-Korea | 25 april SC              | 2-2 ns (7-6) |
| 1991    | AFC Asian Club Championship | 1Q           | Vlag van Singapore   | Geylang International FC | 1-2          |
| 1994/95 | AFC Asian Club Championship | 2R           | Vlag van Zuid-Korea  | Ilhwa Chunma             | 1-5          |

## Lijst van (oud-)spelers
Hieronder volgt een overzicht met prominente (oud-)spelers die in competitieverband voor de club zijn uitgekomen. 
| Indonesiërs - Firman Utina (2008-2009) Argentijnen - Mario Kempes (1996) Kameroeners - Roger Milla (1994-1995) |  | Nederlanders - Jhon van Beukering (2011-2012) - Diego Michiels (2011-2013) - Ruben Wuarbanaran (2011) |